# Eis Ic
Eis Ic (Schreibweise auch: Eis-Ic) ist eine metastabile kristalline Modifikation von Eis I, die 1942 von Hans König entdeckt und als „kubische Eismodifikation“ beschrieben wurde. Die Überzeugung, dass es sich bei der Kristallstruktur von Eis Ic um ein kubisches Kristallsystem handelt, wurde bis heute überwiegend beibehalten. Die Sauerstoff-Atome in Eis Ic sind danach in der Diamantstruktur angeordnet. Eis Ic ist sehr ähnlich zum gewöhnlichen hexagonalen Eis Ih; es hat mit 0,93 g/cm³ eine nur geringfügig höhere Dichte. Es entsteht beim schnellen Abkühlen auf eine Temperatur von 130 bis 220 Kelvin (−143 bis −53 °C) und kann auf bis zu 240 K (−33 °C) erwärmt werden, bis es sich in das gewöhnliche Eis Ih umwandelt.

Phasendiagramm von Wasser

Im Labor lässt sich Eis Ic aus unterkühltem Wasser sowie aus amorphem Eis und aus den Hochdruck-Modifikationen von Eis (Eis II, Eis III und Eis V) erzeugen. Es kann sich auch in der oberen Erdatmosphäre bilden und es wird vermutet, dass es für das seltene 28°-Halo verantwortlich ist, wobei es dafür aber auch einen anderen Erklärungsansatz gibt.
Ob die Kristallstruktur der Eismodifikation „Ic“ aber tatsächlich kubisch ist, wird seit kurzem in Zweifel gezogen, denn die Unterschiede zum Eis Ih sind nur klein: Von manchen Autoren wird es nun als Eis I mit Stapelfehler (stacking-disordered ice, Eis Isd) beschrieben, als Übergangsstruktur zwischen der Struktur von Eis Ih und der „hypothetischen“ Form Ic, während andere das Eis I mit Stapelfehler als Übergangsphase zwischen Ic und Ih ansehen.